# هارميت سينغ
هارميت سينغ (بالنرويجية البوكمول: Harmeet Singh)‏ (12 نوفمبر 1990 أوسلو النرويج - ) هو لاعب كرة قدم نرويجي، يلعب كلاعب وسط.

## وصلات خارجية
هارميت سينغ على موقع اتحاد النرويج (النرويجية)
- هارميت سينغ على موقع قاعدة بيانات كرة القدم.إي يو (الإنجليزية)
- هارميت سينغ على موقع ناشيونال فوتبول تيمز (الإنجليزية)
- هارميت سينغ على موقع Soccerway.com (الإنجليزية)
- هارميت سينغ على موقع AS.com (الإسبانية)